# Świadoma narkoza
Narkoza świadoma (bardziej poprawne terminy medyczne to "niezamierzona świadomość śródoperacyjna" oraz "niezamierzone wybudzenie śródoperacyjne", anesthesia awareness) – zjawisko występujące podczas znieczulenia ogólnego (zwanego popularnie narkozą), kiedy pacjent nie otrzymał skutecznej dawki anestetyku, a w związku z tym nie dochodzi do całkowitego zniesienia świadomości podczas operacji.
Powrót świadomości podczas operacji występuje u około 20 000 – 40 000 pacjentów na 20 mln (0,1% - 0,2%). Gdyby pacjent nie otrzymał poza anestetykiem żadnych innych środków przeciwbólowych (tylko niektóre anestetyki mają odpowiednio silne działanie przeciwbólowe, by je można stosować samodzielnie), mógłby odczuwać ból lub presję podczas operacji, słyszeć rozmowy. Pacjent może być niezdolny do zakomunikowania takiej sytuacji, ponieważ zostały mu podane środki zwiotczające mięśnie.
W niektórych przypadkach po świadomej narkozie może pojawić się zespół stresu pourazowego (PTSD).
Najbardziej traumatyczna podczas źle wykonanej narkozy jest pełna świadomość podczas operacji: z bólem i wyraźnym reagowaniem na śródoperacyjne czynności.
Do czynników ryzyka świadomości środóperacyjnej należą: podeszły wiek, ciąża, przewlekłe nadużywanie substancji psychoaktywnych, świadomość śródoperacyjna w wywiadzie.
Świadomą narkozę przedstawiono w filmie Awake (Przebudzenie).